# Leo Herzberg-Fränkel
Leo Herzberg-Fränkel (19. září 1827, Brody, východní Halič - 5. června 1915, Teplice v Čechách) byl rakouský židovský spisovatel a novinář původem z Haliče.

## Život a činnost
Leo Herzberg-Fränkel se narodil v haličských Brodech. Byl mimo jiné politickým zpravodajem Neue Freie Presse a v letech 1852 až 1896 tajemníkem Obchodní a průmyslové komory v Brodech.
Leo Herzberg-Frankel byl otcem Sigmunda Herzberga-Fränkela (1857–1913), který byl v letech 1893 až do své smrti profesorem všeobecných dějin na Univerzitě Františka Josefa v Černovicích.